# Alhidade

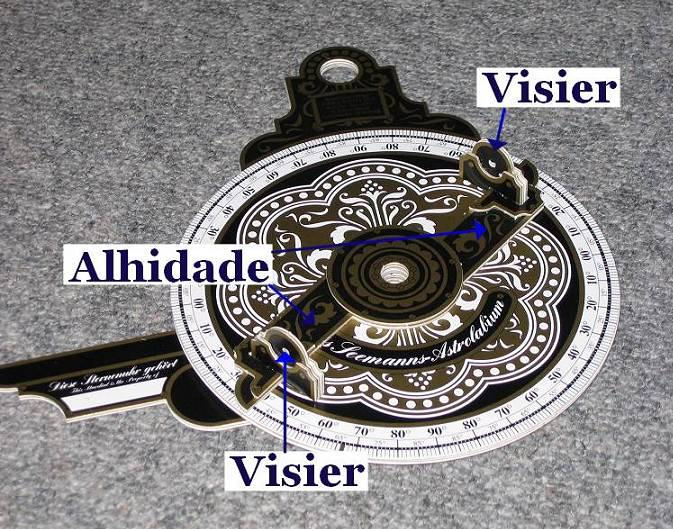
Alhidade und Visier an einem einfachen Astrolabium

Schema eines Marinesextanten. Die Alhidade ist der drehbare Arm.

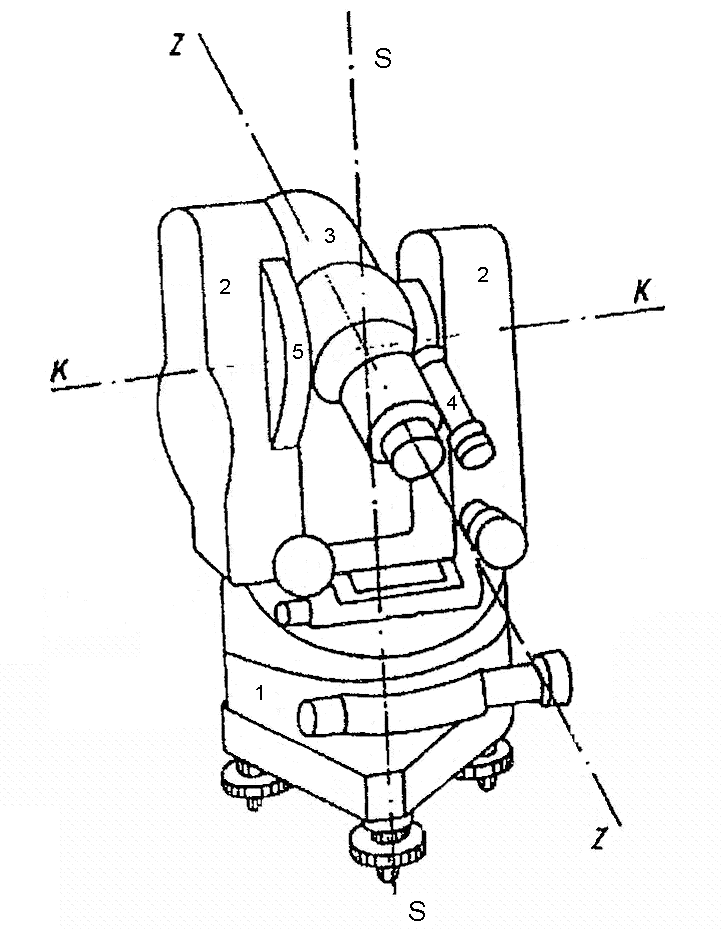
Schema eines modernen Theodolits. Die Alhidade ist der um die vertikale Achse drehbare Mittelteil (2).

Die Alhidade (arabisch العضادة, DMG al-ʿiḍāda ‚das Lineal‘) ist eine drehbare Messvorrichtung zur Winkelanzeige oder Winkeleinstellung an Instrumenten wie Astrolabium oder Sextant, am Theodolit und vereinzelt an Libellen.
Im einfachsten Fall, beim Astrolabium, ist die Alhidade ein drehbarer Arm, der an beiden Enden ein Lochvisier trägt. Man hängt das Astrolabium senkrecht auf, visiert durch die beiden Löcher ein Gestirn an und kann an der Skalenscheibe unmittelbar den Höhenwinkel des Gestirns ablesen (siehe Abbildung).
Beim Marinesextanten (Bild rechts) ist die Alhidade der drehbare Arm, auf dem der Indexspiegel befestigt ist und an dessen unterem Ende unter dem Indexstrich an der Winkelskala des festen Gradbogens der Winkel abgelesen werden kann. Höhere Ablesegenauigkeit wird entweder durch einen Nonius zwischen Gradbogen und Alhidade oder beim Trommelsextanten an der Minutentrommel oder dessen Noniusskala erreicht.
Am Theodolit (Bild unten) wird der gesamte drehbare Mittelteil Alhidade genannt. Er trägt die zwei Stützen für das Fernrohr, die Ableseoptik für den darunter liegenden Horizontalkreis, in der linken Stütze den Höhenkreis, die Klemmen und Feinbewegungen beider Kreise und die Alhidadenllibelle zur Horizontierung des Instruments. Der Unterbau mit den drei Fußschrauben, auf dem sich die Alhidade dreht, beinhaltet die Stehachse, den Horizontalkreis, dessen Verstelltrieb und den zugehörigen Beleuchtungsspiegel.